# بليندا بالاسكي
بليندا بالاسكي (بالإنجليزية: Belinda Balaski)‏ هي ممثلة أمريكية، ولدت في 8 ديسمبر 1947 بإنغليووود في الولايات المتحدة.

## أعمال

### أفلام
- (1984) جريملينز[2][3][4]
- (1998) سمول سولجرز[5]

## وصلات خارجية
- بليندا بالاسكي على موقع IMDb (الإنجليزية)
- بليندا بالاسكي على موقع ألو سيني (الفرنسية)
- بليندا بالاسكي على موقع أول موفي (الإنجليزية)
- بليندا بالاسكي على موقع قاعدة بيانات الأفلام السويدية (السويدية)
- بليندا بالاسكي على موقع قاعدة بيانات الفيلم (الإنجليزية)
- بليندا بالاسكي على موقع كينوبويسك (الروسية)